# 류승진
류승진은 대한민국의 텔레비전 드라마 연출감독이다.

## 영화
- 2001년 영화 《도망자》 ... 촬영감독
- 2001년 영화 《원피스》 ... 촬영감독
- 2003년 영화 《여고괴담 3: 여우계단》 ... 연출부
- 2005년 영화 《댄서의 순정》 ... 스토리보드
- 2005년 영화 《미스터 주부퀴즈왕》 ... 스토리보드
- 2008년 영화 《기다리다 미쳐》 ... 각본 & 감독

## 드라마
- 2010년 드라마 《티아라와 윤시윤의 부비부비》 ... 연출
- 2018년 ~ 2019년 OCN 주말 오리지널 드라마 《프리스트》 ... 연출
- 2019년 OCN 주말 특별기획 드라마 《보이스 3》 ... 연출
- 2020년 tvN 드라마스테이지 《모두 그곳에 있다》 ... 연출
- 2020년 OCN 주말 특별기획 드라마 《트레인》 ... 연출
- 2022년 ENA 수목 미니시리즈 《굿잡》 ... 크리에이터